# منعكس فيرغسون
منعكس فيرغسون يسمى أيضًا (منعكس القذف الجنيني) (بالإنجليزية: Ferguson reflex)، هو منعكس عصبي صماوي يشمل دورة الأكتفاء الذاتي  من اتقباضات الرحم التي تبدأ بالضغط على عنق الرحم وجدران المهبل وهو مثال لردود الفعل الإيجابية في علم الأحياء ويحدث منعكس فيرغسون في الثدييات.

## آلية العمل
عند تطبيق الضغط على الطرف الداخلي لعنق الرحم،  يتم إفراز الأوكسيتوسين (يترتب عليه زيادة في البروتينات القابضة) ، التي تحفز تقلصات الرحم، التي بدورها تزيد الضغط على عنق الرحم (وبالتالي زيادة إفراز الأوكسيتوسين ، الخ) ، حتى ولادة الجنين
تنتقل المعلومات الحسية المُتعلقة بالتمدد الميكانيكي لعنق الرحم من خلال عصبونات حسية  تُشكل وصلات عصبية في القرن الظهري وذلك  قبل الوصول إلى المخ عبر العمود الأمامي الوحشي ( من الجانب نفسه والجانب المقابل) وذلك عبر حزمة الدماغ المُقدم الوسطى،  كما يصل الصادر من النواة الوطائية المجاورة للبطين والنواة الوطائية فوق البصرية . تفرز الغدة النخامية الخلفية الأوكسيتوسين بسبب زيادة اندفاع  السبيل الوطائي النخامي. يعمل الأوكسيتوسين على عضلة الرحم عبر المُستقبلات التي تم تنظيمها من خلال الزيادة الوظيفية لنسبة هرمون الأستروجين وهرمون البروجسترون .
يتوسط هذا التغير انخفاض في النسبة الوظيفية لحساسية الرحم ضد البروجستيرون ويرجع ذلك لزيادة مُستقبلات  البروجسترون أ، بالتزامن مع زيادة  حساسية الرحم ضد هرمون الاستروجين الناتج عن زيادة مُستقبلات هرمون الاستروجين أ. مما يتسبب في انقباض عضلة الرحم ومزيد من ردود الفعل الإجابية .

## البحث العلمي
كانت الدراسة تُقام  في الأصل على أرانب التخدير،  كما أثبتت الدراسات على النعاج حظره عن طريق التخدير فوق الجافية . أوضح نيلز نيوتن وزملاؤه ، من خلال الدراسة على الفئران، أهمية التأثيرات القشرية  وتوسعت دائرة البحث بدخول مصطلح المنعكس الجنيني. طرح مفهوم التأثيرات القشرية أسبابًا لإثارة التساؤلات حول عملية الولادة بين البشر التي تتميز بحاصل عالٍ من الدماغ .
لاحظ أودنت ،وجود حالات استثنائية النُدرة، يمكن للمرأة خلالها اختبار  هذا المنعكس الأمر الذي يجعلها تعاني  سلسة قصيرة من انقباضات قوية ولا تقاوم في أثناء الولادة دون أي مجال للحركات الطوعية. و يتتطلب الأمر الصحة النفسية الكافية لحدوث هذا التدفق الهرموني مثل حالات الولادة السلسة و الطبيعية.
كلما زاد مُعدل التدخل،  كعملية التحريض أوالحراجة القيصرية انخفضت احتمالية حدوث منعكس فيرغسون وعلى النقيض  كلما انخفضت حالات التدخل ،كما هو الحال في البلاد ذات معدل المواليد المرتفع ومراكز الولادة في جميع أنحاء العالم، زادت احتمالية حدوث منعكس فيرغسون وقد يفسر هذا نقص الأبحاث،  مع الأخذ بعين الاعتبار الفوائد الصحية العامة لهذه الدراسة لكل من المستشفيات وعامة الناس.